# Joe Ely
Joe Ely, född 9 februari 1947 i Amarillo, Texas, är en amerikansk sångare, gitarrist och låtskrivare inom rock och country. 
Under åren 1972–1973 var han tillsammans med Jimmie Dale Gilmore och Butch Hancock medlem i gruppen The Flatlanders. Gruppen nådde inga framgångar då och upplöstes kort därefter, men musikerna har sedan medverkat på varandras soloalbum. Joe Elys debutalbum som soloartist utkom 1977. Hans andra album Honky Tonk Masquerade fick ett mycket positivt bemötande. Senare togs det med i boken 1001 album du måste höra innan du dör.
Under 1970-talets slut turnerade Ely tillsammans med The Clash. Ely bidrog tillsammans med The Flatlanders med musik till filmen Mannen som kunde tala med hästar 1998.

## Diskografi, album
- Joe Ely (1977)
- Honky Tonk Masquerade (1978)
- Down on the Drag (1979)
- Musta Notta Gotta Lotta (1981)
- Hi-Res (1984)
- Lord of the Highway (1987)
- Dig All Night (1988)
- Love and Danger (1992)
- Chippy (1994)
- Letter to Laredo (1995)
- Twistin' in the Wind (1998)
- Live at the Cambridge Folk Festival (1998)
- Streets of Sin (2003)
- Happy Songs from Rattlesnake Gulch (2007)
- Silver City (2007)
- Satisfied At Last (2011)
- B4 84 (2014)
- Panhandle Rambler (2015)
- Full Circle: The Lubbock Tapes (2018)
- Love in the Midst of Mayhem (2020)
- Flatland Lullaby (2022)